# Campanario, Guerrero
Campanario är en ort i Mexiko.   Den ligger i kommunen Acapulco de Juárez och delstaten Guerrero, i den södra delen av landet, 290 km söder om huvudstaden Mexico City. Campanario ligger 177 meter över havet och antalet invånare är 1 213.
Terrängen runt Campanario är huvudsakligen lite kuperad. Campanario ligger uppe på en höjd. Runt Campanario är det tätbefolkat, med 397 invånare per kvadratkilometer. Närmaste större samhälle är San Marcos, 19,8 km öster om Campanario. I omgivningarna runt Campanario växer i huvudsak lövfällande lövskog.